# Opegrapha bicolor
Opegrapha bicolor är en lavart som beskrevs av R. C. Harris & Lendemer. Opegrapha bicolor ingår i släktet Opegrapha och familjen Roccellaceae.   Inga underarter finns listade i Catalogue of Life.